# Nușeni (gmina)
Nușeni – gmina w Rumunii, w okręgu Bistrița-Năsăud. Obejmuje miejscowości Beudiu, Dumbrava, Feleac, Malin, Nușeni, Rusu de Sus i Vița. W 2011 roku liczyła 3037 mieszkańców.